# التهاب عصب اپتیک
التهاب عصب بینایی (به انگلیسی: optic papillitis) یک نوع خاص از نوریت اپتیک است. که ممکن است منجر به کاهش دید، درد هنگام حرکت دادن چشم، حساسیت به نور و فشار شود؛ که اغلب یک علامت اولیه از بیماری مولتیپل اسکلروزیساست.
التهاب عصب بینایی (Papillitis) از نظر ظاهری ممکن است شبیه ادم عصب باشد(papilledema). اما papillitis ممکن است یک طرفه در حالی که papilledema تقریباً همیشه دو طرفه است. همچنین در Papillitis ما شاهد APD هستیم، واثر بیشتری در کاهش حدت بینایی و دید رنگ داردو، با حضور یک اسکوتوم مرکزی.
papilledemaدر اثر افزایش فشار داخل جمجمه ایجاد می‌شود و در این حالت احتمال فلجی عصب زوج ششم مغزی (abducens) و ایزوتروپیا وجود دارد.
Pseudopapilledema گاهی در افرادهایپروپ مشاهده می‌شود.